# SKS 21
SKS 21 bezeichnet einen Fährschiffstyp, von dem zwei Einheiten für die norwegische Reederei Torghatten Nord gebaut wurden.

## Geschichte
Die Fähren wurden im Dezember 2009 zusammen mit zwei Einheiten des Typs SKS 16 bestellt. Sie wurden auf der polnischen Werft Gdańska Stocznia „Remontowa“ in Danzig für die Reederei Torghatten Nord gebaut und im November bzw. Dezember 2011 abgeliefert. Der Schiffsentwurf stammte von NSK Ship Design.
Die Fähren werden von Torghatten Nord auf zwei Strecken in den Provinzen Troms bzw. Møre og Romsdal eingesetzt. Für die Namensgebung der Schiffe wurde ein Wettbewerb unter den Fahrgästen der Reederei veranstaltet.

## Beschreibung
Die Fähren werden von einem Caterpillar-Dieselmotor des Typs C32 mit 970 kW Leistung angetrieben. Der Motor wirkt über ein Untersetzungsgetriebe auf einen Verstellpropeller. Die Schiffe sind mit einem elektrisch angetriebenen Bugstrahlruder ausgerüstet.
Für die Stromerzeugung an Bord stehen zwei Stamford-Generatoren zur Verfügung, die jeweils von einem Volvo-Penta-Dieselmotor des Typs D9 mit 239 kW Leistung angetrieben werden. Weiterhin wurde ein von einem Volvo-Penta-Dieselmotor des Typs D7A mit 105 kW Leistung angetriebener Notgenerator verbaut.
Die Schiffe verfügen über ein durchlaufendes, 35,15 Meter langes Fahrzeugdeck mit drei Fahrspuren. Das Fahrzeugdeck ist im hinteren Bereich nach oben offen. Der vordere Bereich ist vollständig geschlossen. Das Fahrzeugdeck ist über eine Bug- und eine Heckrampe zugänglich. Vor der Bugrampe befindet sich ein nach oben aufklappbares Bugvisier. Die nutzbare Durchfahrtshöhe beträgt 4,5 Meter. Das Fahrzeugdeck kann mit 60,3 t belastet werden, die maximale Achslast beträgt 13 t. Auf dem Fahrzeugdeck können 21 Pkw befördert werden.
Auf beiden Seiten der Fähren befinden sich auf dem Hauptdeck unter anderem verschiedene Betriebsräume und Lager. Oberhalb des Fahrzeugdecks befindet sich ein Deck mit den Einrichtungen für die Passagiere, auf das das Steuerhaus aufgesetzt ist. Die Passagierkapazität der Fähren beträgt 147 Personen. Die Fähren sind jeweils mit zwei Schiffsevakuierungssystemen ausgerüstet.

## Schiffe
| SKS 21  | SKS 21       | SKS 21     | SKS 21                                           | SKS 21                         |
| Bauname | Baunummer    | IMO-Nummer | Kiellegung Stapellauf Ablieferung                | Strecke                        |
| ------- | ------------ | ---------- | ------------------------------------------------ | ------------------------------ |
| Vengsøy | 2399/1 611/1 | 9588782    | 15. Oktober 2010 8. April 2011 10. November 2011 | Belvik–Vengsøy                 |
| Kvaløy  | 2399/2 611/2 | 9588794    | 15. Oktober 2010 29. April 2011 1. Dezember 2011 | Småge–Orta–Sandøya–Finnøya–Ona |

Die Schiffe fahren unter norwegischer Flagge, Heimathafen ist Tromsø.